# زواغة (زغوان)
زُوَاغَة قرية تقع في معتمدية الناظور بولاية زغوان بالوسط الشرقي التونسي، على الطريق الجهوية رقم 132، شرق مدينة الناظور. ترقيمها البريدي هو 1160.

### مواضيع ذات علاقة
- معتمدية الناظور.
- ولاية زغوان.